# Durance
Durance je řeka v jihovýchodní Francii (Provence-Alpes-Côte-d'Azur). Délka řeky je 323 km. Plocha jejího povodí měří 14 225 km².

## Název
Jméno řeky je pravděpodobně odvozeno od starého základu Dūrantia s kořenem dur- jenž se vyskytuje ve jménech více řek v oblasti západních Alp (Dora v Itálii, Dranse v Horním Savojsku, Drôme) a příponou -antia. Všechny tyto řeky pramení vysoko v horách a vyznačují se prudkým spádem. V 1. století našeho letopočtu je zaznamenán její název Druentia.

## Průběh toku

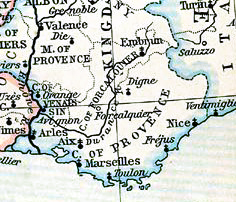
mapa s průběhem toku

Pramení v nadmořské výšce přes 2300 m poblíž louky Gondran na východním svahu hory Sommet des Anges v départementu Hautes-Alpes v Kottických Alpách. Teče nejprve na jih, postupně se stáčí západním směrem. Na středním toku se proplétá mezi výběžky Provensálských Alp. Na dolním toku vtéká do Rhônské nížiny. Má charakter rovinné řeky s pokojným tokem. Ústí zleva do Rhôny několik kilometrů jižně od Avignonu v nadmořské výšce 24 m a je jejím druhým nejdelším (po Saôně) a také druhým nejvodnějším (po Isère) přítokem.

## Vodní režim
Hlavním zdrojem vody je v horní části povodí převážně tající sníh, zatímco v nižších polohách převládají dešťové srážky. Průměrný průtok vody na dolním toku činí přibližně 190 m³/s, maximální dosahuje až 5200 m³/s. Od zimy, po celé jaro až do června dochází k divokým povodním, při nichž stoupá hladina o 4 až 7 m a může docházet k protržení břehových valů a zatopení přilehlých oblastí Rhônské nížiny.

## Využití
V 19. století byl její tok upraven – byly vybudovány přehradní nádrže a řeka začala být využívána pro zásobování města Marseille pitnou vodou. Na řece byly zprovozněny vodní elektrárny. Řeka také slouží k zavlažování. Po řece se plaví dřevo. Protéká města Briançon, Embrun, Sisteron, Manosque, Pertuis, Cavaillon, Avignon v departementech Var, Vaucluse a Bouches-du-Rhône. Údolím Durance prochází historicky významná komunikační cesta.